# Великая Деражня
Великая Деражня (укр. Велика Деражня) — село на Украине, находится в Новоград-Волынском районе Житомирской области.
Население по переписи 2001 года составляет 378 человек. Почтовый индекс — 11751. Телефонный код — 4141. Занимает площадь 1,275 км².

## Адрес местного совета
11751, Житомирская область, Новоград-Волынский р-н, с. Средняя Деражня